# 1725 în literatură
Anul 1725 în literatură a implicat o serie de evenimente și cărți noi semnificative.  